# ブリストル シカモア
ブリストル シカモア
BEAのブリストル 171 G-AMWG "Sir Gawain"、ロンドン ガトウィック空港にて。ヒースロー空港経由バーミンガム国際空港路線の旅客輸送に従事。
- 用途：救難、対潜ヘリコプター
- 設計者：ラウル・ハフナー
- 製造者：ブリストル飛行機
- 運用者：英国空軍、オーストラリア海軍、西ドイツ陸軍
- 初飛行：1947年7月27日
- 生産数：180機
- 生産開始：1947年
- 運用開始：1953年

ブリストル シカモア（Bristol Type 171 Sycamore）は、英国で最初に設計され、英国空軍に就役したヘリコプターである。本機はブリストル飛行機により製造され捜索救難、対潜戦に使用された。
この機の名称は回転しながら落果するシカモアの木の実のセイヨウカジカエデに由来する。

## 設計と開発

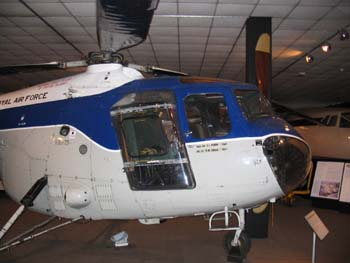

ブリストル社は、1944年の連合国軍のノルマンディー上陸作戦の後でビューリー（Beaulieu）にある空挺実験研究所（Airborne Forces Experimental Establishment、AFEE）の技術者を活用できるようになり、自社内にヘリコプター部門を設立した。AFEEはヘリコプター技術の先駆者であるラウル・ハフナーの下でヘリコプターの開発を進めていたが、ノルマンディー上陸作戦でのエアスピード ホルサとゼネラル・エアクラフト ハミルカーの軍用グライダーの成功によりAFEEでのヘリコプター研究に優先度が与えられた。
シカモアの設計は1944年6月に始まり、2年以上に渡り特に機械部品の耐久性に重点を置かれて行われた。450 hpのプラット・アンド・ホイットニー社製ワスプ・ジュニア エンジン（ブリストル社には適当な手持ちのエンジンが無かった）を装備した試作機VL958は1947年7月27日に初飛行を行った。550 hpのアルヴィス レオニデス エンジン（このエンジンがシカモアの量産機の標準エンジンとなった）を搭載した試作機シカモアMk.2は1948年夏に完成した。
Mk.3Aまでのシカモアは左座席に操縦士と右座席に副操縦士という通常の2座席航空機の配置であったが、主量産型であるMk.4は右座席に操縦士が座る米国の標準方式に変更された。初期型からの改良点は幾つかあり4枚扉はMk.4では標準となった。この型はH.R.14として英国空軍に就役した。
民間用モデルにはシカモアという名称は用いられず、簡単にブリストル 171という名称で知られた。

## 運用の歴史

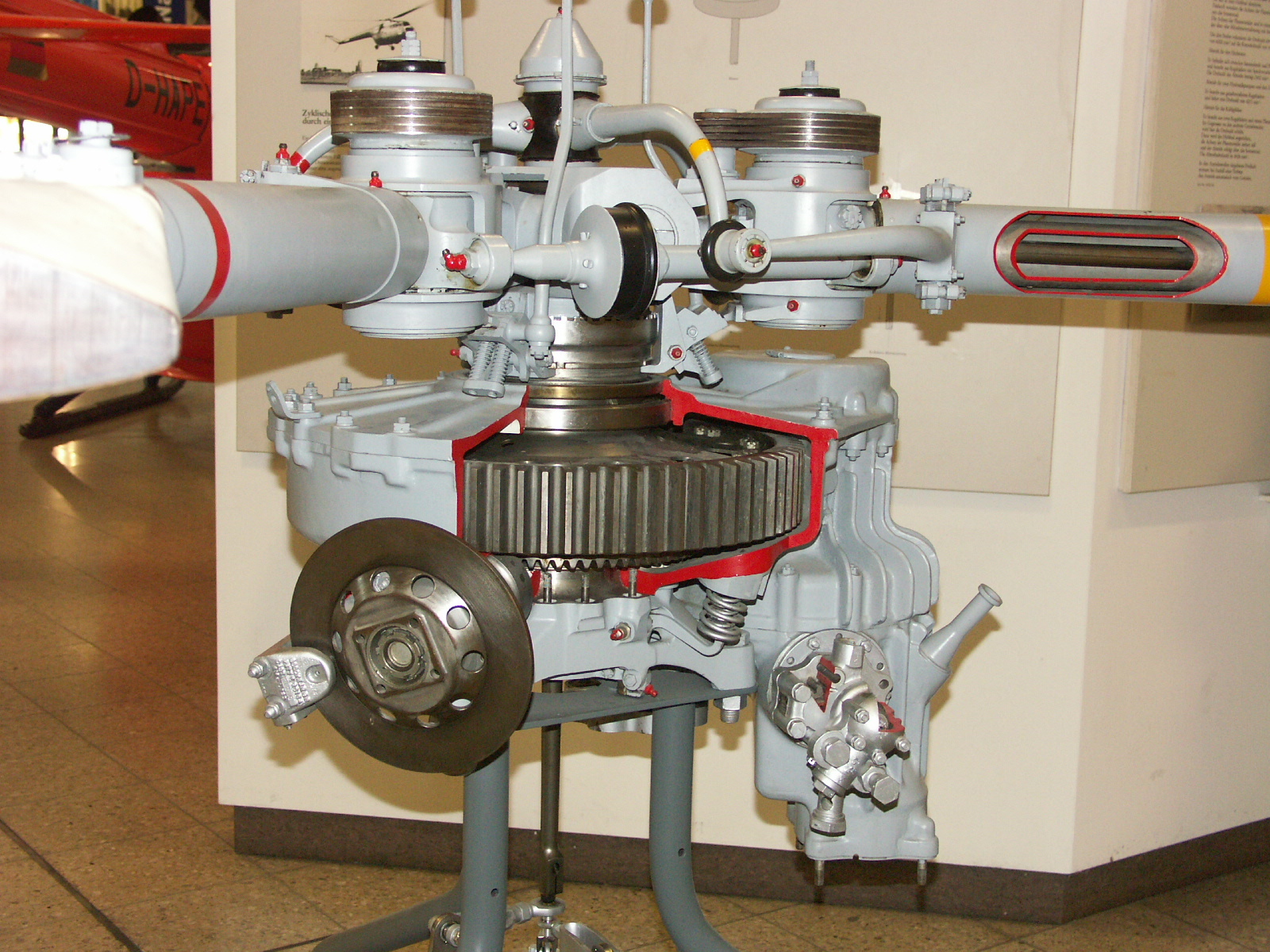
ミュンヘンのドイツ博物館に展示されているシカモアの主ギアボックス

シカモア H.R.14は1953年4月に英国空軍の第275 飛行隊に就役し、総計で9つの飛行隊に配備された。この飛行隊はマレー危機（1948年 – 1960年）では陸軍のジャングルでの徒歩哨戒任務に使用された。
総計50機のシカモアがドイツ連邦政府に、3機がベルギー政府に納入された。
シカモアはオーストラリア海軍に7機が配備された時点でオーストラリア軍に使用された2番目のヘリコプターになったことでも特筆される。

## 派生型

### Type 171
Mk 1
試作機、2機製造。
Mk 2
試作2号機、1機製造。
Mk 3
拡幅された5座席の胴体と視界改善のために機首を短縮された量産型。15機製造。
Mk 3A
民間型。ブリティッシュ・ヨーロピアン・エアウェイズ（BEA、現 ブリティッシュ・エアウェイズ）向けに2機製造。
Mk 4
より強力なエンジンを装備した主量産型で軍事用はシカモアと呼ばれた。

### シカモア
シカモア HC10
(=Mk.3) 英国陸軍航空隊向けの救急搬送機の評価用。1機製造。
シカモア HC11
(=Mk.3) 英国陸軍向けの連絡機の評価用。4機製造。
シカモア HR12
(=Mk.3A) 英国空軍向けの捜索救難機の評価用。4機製造。
シカモア HR13
(=Mk.3A) ウインチ付きの英国空軍向けの捜索救難機の評価用。2機製造。
シカモア HR14
(=Mk.4) 英国空軍向けの捜索救難任務用。85機製造。
シカモア Mk 14
ベルギー空軍向けに3機製造。ベルギー領コンゴで使用。
シカモア Mk 50
オーストラリア海軍向けの捜索救難と空中警備任務用。3機製造。
シカモア HC51
オーストラリア海軍向けの捜索救難と空中警備任務用。7機製造。
シカモア Mk 52
西ドイツ陸軍と海軍向けに50機製造。

## 運用

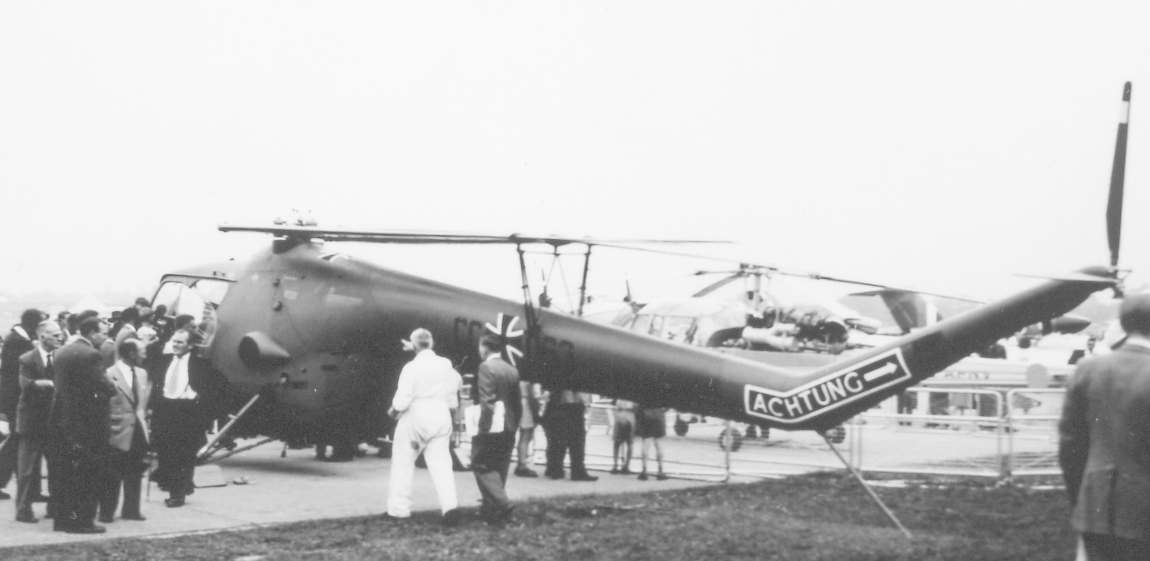
1958年のファーンボロー国際航空ショーで西ドイツ軍のシカモア Mk.14

### 民間運用
イギリス
- ブリティッシュ・ヨーロピアン・エアウェイズ

### 軍事運用
オーストラリア
- オーストラリア空軍
- オーストラリア海軍
  - 第723飛行隊
  - 第724飛行隊

 ベルギー
- ベルギー空軍

 ドイツ
- 西ドイツ陸軍
- 西ドイツ海軍

 イギリス
- 英国空軍
  - 第32飛行隊
  - 第103飛行隊
  - 第110飛行隊
  - 第115飛行隊
  - 第118飛行隊
  - 第155飛行隊
  - 第194飛行隊
  - 第225飛行隊
  - 第228飛行隊
  - 第275飛行隊
  - 第284飛行隊
  - 第651飛行隊
  - 第657飛行隊

## 要目
（Mk.4 / HR14）
- 乗員：2名
- 搭載量：3名、又は454 kg kg (1,000 lb)
- 全長：18.62 m (61 ft 1¼ in)
- 全高：4.23 m (13 ft 10.6 in)
- 主ローター直径：14.8 m (48 ft 7 in)
- 空虚重量：1,728 kg (3,810 lb)
- 全備重量：2,540 kg (5,600 lb)
- エンジン：1 × アルヴィス レオニデス レシプロエンジン、550 hp (410 kW)
- 最高速度：212 km/h (132 mph)
- 航続時間：3.5 時間